# 皮茨曼冰川
皮茨曼冰川（英語：Pitzman Glacier），是南極洲的冰川，位於維多利亞地的彭內爾海岸，屬於烏薩爾普山脈的一部分，全長11公里，流經洛曼山和威廉斯海崖，美國地質調查局根據測量和該國海軍的空中照片繪入地圖，現時由南極條約體系管理。